# Perriers-sur-Andelle
Perriers-sur-Andelle je francouzská obec v departementu Eure v regionu Normandie. V roce 2010 zde žilo 1 834 obyvatel.

## Vývoj počtu obyvatel
Počet obyvatel 